# سرزمین متروک
سرزمین متروک (سینهالی: Sulanga Enu Pinisa) یک فیلم درام ساخت سری‌لانکا به کارگردانی ویموکی جایاسوندرا است که در سال ۲۰۰۵ منتشر شد. این فیلم برنده دوربین طلایی از جشنواره فیلم کن شده‌است.